# Euchromia cincta
Euchromia cincta là một loài bướm đêm thuộc phân họ Arctiinae, họ Erebidae.